# سام بيلامي
سامويل بيلامي (بالإنجليزية: Samuel Bellamy) وعرف أيضاً باسم سام الأسود هو قرصان إنجليزي من العصر الذهبي للقراصنة ولد في يوم 23 فبراير 1689 في قرية هيتسليغ في ديفون في جنوب غرب إنجلترا. كان واحد من أغنى القراصنة في التاريخ وكان له أسطول من 23 سفينة. لقب بسام الأسود نسبةً لإرتدائه الدائم للملابس السوداء إضافة لشعره المستعار الأسود. عرف بحب جمعه للكنوز ولقب نفسه بأمير القراصنة وشبه نفسه بروبن هود. كان في البداية ضمن البحرية الملكية الإنجليزية، وتختلف المصادر حول سبب توجهه للقرصنة فبعضها تقول بسبب حبه لفتاة اسمها ماريا اراد الزواج بها، لكن والدها رفض بسبب كونه فقير، فقام بخطفها واتجه إلى القرصنة، ومصادر أخرى تذكر أنه بسبب حبه للكنوز. بعكس القراصنة المعاصرين له فقد وصف بأنه كان يعامل أسراه بإحترام. تعاون مع كل من بينجامين هورنغولد وإدوارد تيتش المعروف باللحية السوداء ومع القرصان الفرنسي أوليفييه ليفاسور وشن معهم عدة غارات ضد البحريتين الإسبانية والإنجليزية في مناطق جزر هسبانيولا وكوبا. جمع ثروته من جمع الذهب وتجارة العبيد. في سنة 1717 توجه نحو ماساتشوستس للقاء عائلته إلا أن سفينته تحطمت بسبب إعصار في الطريق ومات هناك.